# Sycon mundulum
Sycon mundulum är en svampdjursart som beskrevs av Lawrence Morris Lambe 1900. Sycon mundulum ingår i släktet Sycon och familjen Sycettidae.
Artens utbredningsområde är havet utanför Grönland. Inga underarter finns listade i Catalogue of Life.